# Drapelul Națiunii Refugiaților
Drapelul Națiunii Refugiaților (numit și Steagul refugiaților) este un drapel conceput în 2016, ca simbol pentru refugiații din întreaga lume. Drapelul a fost introdus în perioada premergătoare a Jocurilor Olimpice de Vară din 2016 de la Rio de Janeiro, care a marcat prima participare a unei echipe olimpice speciale de refugiați la Jocurile Olimpice. Drapelul a fost conceput de designerul de origine siriană Yara Said, ea însăși refugiată, și este conceput ca un simbol recognoscibil și unificator pentru persoanele forțate să-și părăsească patria.

Steagul națiunii refugiaților

## Design și simbolism
Steagul este alcătuit dintr-un fundal portocaliu și o dungă orizontală neagră îngustă în partea de jos. Potrivit creatorului, portocaliul se referă la vestele de salvare pe care mulți refugiați le poartă în timpul traversării mării. Negrul simbolizează dificultățile și pericolele pe care refugiații le întâmpină în drumul lor. Designul este menținut în mod deliberat simplu, astfel încât steagul să fie ușor de recunoscut și reproductibil.